# Chuyer
Chuyer is een gemeente in het Franse departement Loire (regio Auvergne-Rhône-Alpes) en telt 661 inwoners (2005). De plaats maakt deel uit van het arrondissement Saint-Étienne.

## Geografie
De oppervlakte van Chuyer bedraagt 12,0 km², de bevolkingsdichtheid is 55,1 inwoners per km².
De onderstaande kaart toont de ligging van Chuyer met de belangrijkste infrastructuur en aangrenzende gemeenten.

## Demografie
Onderstaande figuur toont het verloop van het inwonertal (bron: INSEE-tellingen).